# Pust (ime)
Pust je moško osebno ime, ki je na pustni torek napisano v koledarjih in pratikah.

## Izvor imena
Kot splošna beseda pust pomeni »dnevi pred pustnim torkom in ta dan sam«. Z imenom Pust pa ni poimenovan noben svetnik, čeprav ima med ljudmi že oddavna svetniško veljavo. Na Slovenskem pa ima Pust še eno ime, in sicer Kurent.

## Pogostost imena
Po podatkih SURS-a je bilo na dan 30. junija 2006 v Sloveniji pet ali manj nosilcev tega imena.

## Izpeljanke priimkov
Močna zakoreninjenost izraza pust je dala osnovo za nastanek priimka Pust, ki je na naših tleh prvič zapisano že leta 1498 v urbarju za Postojno (Paul Pust, kmet v Knežaku). Priimek Pust najdemo še dandanes.